# Главнокомандующие ВВС СССР и России
Данный список содержит имена, период жизни и нахождения в должности всех непосредственных начальников, (командующих, главнокомандующих) Военно-воздушными силами (флотом) Российской республики, СССР и Российской Федерации.
| № | Фамилия, Имя Отчество            | Фото                         | Годы жизни                                   | В должности                                  | Звание | Впоследствии | Герой |
| --- | -------------------------------- | ---------------------------- | -------------------------------------------- | -------------------------------------------- | --- | --- | ----- |
| Начальники ВВС Российской Республики                                                                       |                                  |                              |                                              |                                              | | |       |
| Начальник Полевого управление авиации и воздухоплавания при Штабе Верховного Главнокомандующего (авиадарм) |                                  |                              |                                              |                                              | | |       |
| 1 | Ткачёв, Вячеслав Матвеевич       |                              | 6 октября 1885 — 25 марта 1965               | 9 июня 1917 — 19 ноября 1917 (164 дня)       | подполковник | Служба в Добровольческой армии, эмиграция | —     |
| Начальник Управления Военного Воздушного Флота (УВВФ)                                                      |                                  |                              |                                              |                                              | | |       |
| 2 | Ульянин, Сергей Алексеевич       |                              | 13 сентября 1871 — 13 октября 1921           | 19 ноября 1917 — март 1918                   | генерал-майор | Эмиграция | —     |
| Начальники ВВС РККА                                                                                        |                                  |                              |                                              |                                              | | |       |
| Начальники Главного Управления РККВФ РККА                                                                  |                                  |                              |                                              |                                              | | |       |
| 3 | Соловов, Михаил Александрович    |                              | 17 сентября1879 — 1941                       | март 1918 — 1 августа 1918                   | полковник (1917) | начальник заготовительного отдела РККВВФ, позднее в составе ВСНХ | —     |
| 4 | Воротников, Александр Степанович |                              | 26 августа 1878 — 7 января 1940              | 1 августа 1918 — 13 июня 1919                | Штабс-капитан (1910) | Служба в Гражданском флоте (1925—1926) | —     |
| 5 | Акашев, Константин Васильевич    | Акашев Константин Васильевич | 1885 — 9 апреля 1931                         | июнь 1919 — февраль 1921                     | | Работал на руководящих должностях на авиационных заводах, преподавал в Академии Воздушного флота. Арестован 3 марта 1930 года, расстрелян 9 апреля 1931 по обвинению в шпионаже.                                                                                     | —     |
| 6 | Сергеев, Андрей Васильевич       | Сергев Андрей Васильевич     | 1893—1933                                    | февраль 1921 — октябрь 1922                  | | Начальник транспортной авиации СССР, замначальника ГУГВФ. Погиб в авиакатастрофе. | —     |
| 7 | Знаменский, Андрей Александрович |                              | 21 ноября 1887 —1942                         | октябрь 1922 — июль 1923                     | | Служба в НКИД (до 1941). Последняя должность — главный консул СССР в Китае. | —     |
| 8 | Розенгольц, Аркадий Павлович     | А. П. Розенгольц.jpg         | 4 ноября 1889 — 15 марта 1938                | июль 1923 — декабрь 1924                     | | В армии больше не служил. Занимал руководящие советские и партийные должности, в том числе заместитель наркома, затем нарком внешней торговли. Арестован 7 октября 1937, расстрелян 15 марта 1938                                                                    | —     |
| 9 | Баранов, Пётр Ионович            | Баранов Пётр Ионович         | 22 сентября 1892 — 5 апреля 1933             | декабрь 1924 — июнь 1931                     | | член президиума ВСНХ СССР и начальник Всесоюзного авиационного объединения, заместитель наркома тяжёлой промышленности и начальника Главного управления авиационной промышленности. Погиб в авиакатастрофе.                                                          | —     |
| Начальники Управления ВВС РККА                                                                             |                                  |                              |                                              |                                              | | |       |
| 10 | Алкснис, Яков Иванович           |                              | 26 января 1897 — 29 июля 1938                | июнь 1931 — 23 ноября 1937                   | командарм 2-го ранга (1935) | Арестован 23 ноября 1937, расстрелян 28 июля 1938 по обвинению в военном заговоре | —     |
| 11 | Локтионов, Александр Дмитриевич  |                              | 23 августа 1893 — 28 октября 1941            | 23 ноября 1937 — 19 ноября 1939              | комкор (1935—1938) командарм 2-го ранга (1938)                                                                                    | Арестован 19 июня 1941, расстрелян без суда 28 октября 1941 года | —     |
| 12 | Смушкевич, Яков Владимирович     |                              | 14 апреля 1902 — 28 октября 1941             | 19 ноября 1939 — август 1940                 | комкор (1937—1940) командарм 2-го ранга (4 апреля 1940) генерал-лейтенант авиации (4 июня 1940)                                   | Генерал-инспектор ВВС РККА, помощник начальника Генштаба РККА по авиации. Арестован 8 июня 1941, расстрелян без суда 28 октября 1941 года. | [ 3 ] |
| Начальник Главного управления ВВС РККА                                                                     |                                  |                              |                                              |                                              | | |       |
| 13 | Рычагов, Павел Васильевич        |                              |                                              | август 1940 — 12 апреля 1941                 | генерал-лейтенант авиации (4 июня 1940)                                                                                           | Снят должности и направлен на учёбу в Военную академию Генштаба 12 апреля 1941, арестован 24 июня 1941, расстрелян без суда 28 октября 1941. |       |
| Командующий ВВС РККА                                                                                       |                                  |                              |                                              |                                              | | |       |
| 14 | Жигарев, Павел Фёдорович         |                              | 6 (19) ноября 1900 — 2 октября 1963          | 29 июня 1941 — 4 мая 1942                    | генерал-лейтенант авиации (1940—1941) генерал-полковник авиации (1941—1953)                                                       | Служба на командных должностях в ВВС, Министерстве обороны СССР, Гражданском воздушном флоте и ПВО. | —     |
| Командующий ВВС РККА                                                                                       |                                  |                              |                                              |                                              | | |       |
| 15 | Новиков, Александр Александрович |                              | 19 ноября 1900 — 3 декабря 1976              | 1942—1946                                    | генерал-лейтенант авиации (1941—1943) генерал-полковник авиации (1943) маршал авиации (1943—1944) главный маршал авиации (с 1944) | Арестован в 1946, освобождён в 1952, реабилитирован 29 мая 1953 года. После реабилитации занимал командные должности в ВВС, затем в Гражданском флоте. |       |
| Начальники ВВС СССР                                                                                        |                                  |                              |                                              |                                              | | |       |
| Главнокомандующие ВВС СССР                                                                                 |                                  |                              |                                              |                                              | | |       |
| 16 | Вершинин, Константин Андреевич   |                              | 21 мая (3 июня) 1900 — 30 декабря 1973       | июнь 1946 — сентябрь 1949                    | генерал-полковник авиации (1943—1946) маршал авиации (1946—1959)                                                                  | понижен в должности и назначен командующим войсками Бакинского округа ПВО (1949—1953). Позднее назначен Командующим войсками противовоздушной обороны страны. (1953—1954), а с января 1957 года — вновь занял должность Главнокомандующего Военно-воздушными силами. |       |
| 17 | Жигарев, Павел Фёдорович         |                              | 6 (19) ноября 1900 — 2 октября 1963          | сентябрь 1949 — январь 1957                  | генерал-полковник авиации (1941—1953) маршал авиации (1953—1955) главный маршал авиации (с 1955 года)                             | начальник Главного управления Гражданского воздушного флота СССР (1957—1959), позднее — начальник Военной командной академии противовоздушной обороны (с ноября 1959)                                                                                                | —     |
| 18 | Вершинин, Константин Андреевич   |                              | 21 мая (3 июня) 1900 — 30 декабря 1973       | январь 1957 — март 1969                      | маршал авиации (1957—1959) главный маршал авиации (с 1959 года)                                                                   | работал в Группе генеральных инспекторов Министерства обороны СССР |       |
| 19 | Кутахов, Павел Степанович        |                              | 3 августа (16 августа) 1914 — 3 декабря 1984 | март 1969 — 3 декабря 1984                   | маршал авиации (1969—1972) главный маршал авиации (с 1972 года)                                                                   | скончался в должности |       |
| 20 | Ефимов, Александр Николаевич     |                              | 6 февраля 1923 года — 31 августа 2012 года   | декабрь 1984—1990                            | маршал авиации | Председатель Государственной комиссии по использованию воздушного пространства и управлению воздушным движением (1990—1993 год) |       |
| 21 | Шапошников, Евгений Иванович     |                              | 3 февраля 1942 — 8 декабря 2020              | 1990—1991                                    | генерал-полковник авиации (1990—1991) маршал авиации (уже в должности министра обороны! с 1991 года)                              | Последовательно занимал должности министра обороны СССР (1991), главнокомандующего Объединёнными Вооружёнными силами СНГ (1992—1993), секретаря Совета Безопасности России (1993).                                                                                   | —     |
| Начальники ВВС Российской Федерации                                                                        |                                  |                              |                                              |                                              | | |       |
| Главнокомандующие ВВС России                                                                               |                                  |                              |                                              |                                              | | |       |
| 22 | Дейнекин, Пётр Степанович        | генерал армии                | 14 декабря 1937 года — 19 августа 2017 года  | август 1991 — январь 1998                    | генерал-полковник (1991—1996) генерал армии (с 1996 года)                                                                         | начальник Управления Президента Российской Федерации по вопросам казачества (1998—2003) |       |
| 23 | Корнуков, Анатолий Михайлович    |                              | 10 января 1942 года — 1 июля 2014 года       | январь 1998 — 21 января 2002                 | генерал армии | заместитель Генерального директора НПО «Алмаз» по вопросам военно-технической политики | —     |
| 24 | Михайлов, Владимир Сергеевич     |                              | род. 6 октября 1943 года                     | 21 января 2002 — 9 мая 2007 (5 лет 108 дней) | генерал-полковник (2002—2004) генерал армии (с 2004 года)                                                                         | Директор дирекции программ военной авиации ОАО «ОАК» |       |
| 25 | Зелин, Александр Николаевич      |                              | род. 6 мая 1953 года                         | 9 мая 2007 года — 27 апреля 2012 года        | генерал-полковник | Указом Президента России Д. А. Медведева от 6 мая 2012 года назначен помощником Министра обороны Российской Федерации. | —     |
| 26 | Бондарев, Виктор Николаевич      |                              | род. 7 декабря 1959 года                     | с 6 мая 2012 года — 1 августа 2015 года      | генерал-майор генерал-лейтенант (с 9 августа 2012 года) генерал-полковник (с 11 августа 2014 года)                                | Главнокомандующий ВКС |       |
| Командующие ВВС в составе ВКС                                                                              |                                  |                              |                                              |                                              | | |       |
| Командующие Военно-воздушными силами — заместители главнокомандующего Воздушно-космическими силами         |                                  |                              |                                              |                                              | | |       |
| 27 | Юдин, Андрей Вячеславович        |                              | род. 2 апреля 1962 года                      | c 1 августа 2015 года — 2019 год             | генерал-лейтенант | Заместитель главнокомандующего ВКС | —     |
| 28 | Дронов, Сергей Владимирович      |                              | род. 11 августа 1962 года                    | c 2019 года — 2024 год                       | генерал-лейтенант генерал-полковник (с 6 июня 2023 года)                                                                          | | —     |
| 29 | Кобылаш, Сергей Иванович         |                              | род. 1 апреля 1965 года                      | с 24 июля 2024 года                          | генерал-лейтенант | |       |